# عباس أباد سردار
عباس آباد سردار ( (بالفارسية: عباس ابادسردار) ، تُعرف أيضًا باسم 'عباس آباد هي مدينة في المنطقة الوسطى من مقاطعة ريغان، محافظة كرمان، إيران.
أظهر التعداد الأخير لعام 2016 أن عدد السكان يبلغ 5,125 نسمة في 1,546 أسرة.